# Прибрежная (Ярославская область)
Прибрежная — опустевшая деревня в Тутаевском районе Ярославской области. Входит в состав Чёбаковского сельского поселения.

## География
Стоит на реке Печегда.

## История
В 1965 г. Указом Президиума ВС РСФСР деревня Ослово переименована в Прибрежная.
1 января 2005 года Прибрежная вошло в образованное в административных границах Чёбаковского сельского округа муниципальное образование Чёбаковское сельское поселение, согласно Закону Ярославской области № 65-з от 21 декабря 2004 года.

## Население
| 2007 | 2010 |
| ---- | ---- |
| 0    | →0   |

## Транспорт
Проходит автодорога 78Н-0751.